# 1974 na televisão
Nesta página encontram-se os fatos, estreias e términos sobre televisão que aconteceram durante o ano de 1974.

## Eventos

### Março
- 7 de março — É inaugurada a TV Educativa do Ceará em Fortaleza.
- 29 de março — É inaugurada a TV Educativa de Porto Alegre.

### Abril
- 2 de abril — É inaugurada a TV Uruguaiana, afiliada da Rede Globo em Uruguaiana, Rio Grande do Sul.
- 29 de abril — Na Rede Globo, o Jornal Hoje ganha novo cenário.

### Junho
- 13 de junho — É inaugurada a TV Educativa do Espírito Santo em Vitória.
- 13 de junho–7 de julho — A Rede Globo, Rede Tupi e a TV Cultura realizam a cobertura da Copa do Mundo FIFA de 1974.

### Setembro
- 13 de setembro — É inaugurada a TV Rondônia em Porto Velho, Rondônia.

### Outubro
- 16 de outubro — É inaugurada a TV Acre em Rio Branco, Acre.

## Programas

### Brasil

#### Janeiro
- 18 de janeiro — Termina Carinhoso na Rede Globo.
- 21 de janeiro — Estreia Supermanoela na Rede Globo.
- 28 de janeiro — Reestreia Carinhoso na Rede Globo.
- 31 de janeiro — Termina Meu Adorável Mendigo na TV Record.

#### Fevereiro
- 5 de fevereiro
  - Termina Mulheres de Areia na Rede Tupi.
  - Estreia Os Inocentes na Rede Tupi.
  - Estreia O Machão na Rede Tupi.

#### Março
- 4 de março — Estreia Sessão da Tarde na Rede Globo.
- 31 de março — Termina Os Ossos do Barão na Rede Globo.

#### Abril
- 1.º de abril — Estreia O Espigão na Rede Globo.
- O Sábado Som estreou em um dia desconhecido do mesmo mês na Rede Globo.

#### Maio
- 7 de maio — Termina O Semideus na Rede Globo.
- 8 de maio — Estreia Fogo sobre Terra na Rede Globo.

#### Junho
- 29 de junho — Termina As Divinas... e Maravilhosas na Rede Tupi.

#### Julho
- 1.º de julho — Estreia A Barba-Azul na Rede Tupi.
- 5 de julho — Termina Supermanoela na Rede Globo.
- 8 de julho — Estreia Corrida do Ouro na Rede Globo.

#### Setembro
- 7 de setembro — Termina Os Inocentes na Rede Tupi.
- 9 de setembro — Estreia Ídolo de Pano na Rede Tupi.
- 13 de setembro — Termina Carinhoso na Rede Globo.
- 24 de setembro — Estreia Jornal da Record na TV Record.

#### Novembro
- 1.º de novembro — Termina O Espigão na Rede Globo.
- 4 de novembro — Estreia O Rebu na Rede Globo.

#### Dezembro
- 25 de dezembro — A Rede Globo exibe o Roberto Carlos Especial.

### Estados Unidos

#### Janeiro
- 15 de janeiro — Estreia Happy Days (no Brasil: Dias Felizes) na ABC.
- 18 de janeiro — Estreia The Six Million Dollar Man (no Brasil: O Homem de Seis Milhões de Dólares) na ABC.

#### Setembro
- 7 de setembro
  - Estreia Devlin (no Brasil: Devlin, o motoqueiro) na ABC.
  - Estreia These Are the Days (no Brasil: Vovô Viu a Uva) na ABC.
  - Estreia Hong Kong Phooey (no Brasil: Hong Kong Fu) na ABC.
  - Estreia Korg: 70,000 B.C. (no Brasil: Korg e o Mundo Misterioso) na ABC.
  - Estreia Valley of the Dinosaurs (no Brasil: O Vale dos Dinossauros) na CBS.
  - Estreia Partridge Family 2200 A.D. (no Brasil: Família Dó-Ré-Mi 2200) na CBS.
  - Estreia Wheelie and the Chopper Bunch (no Brasil: Carangos e Motocas) na NBC.
  - Estreia Land of the Lost (no Brasil: O Elo Perdido) na NBC.
- 11 de setembro — Estreia Little House on the Prairie (no Brasil: Os Pioneiros) na NBC.
- 13 de setembro — Estreia Kolchak: The Night Stalker (no Brasil: Kolchak e os demônios da noite) na ABC.
- 21 de setembro — Termina Hong Kong Phooey (no Brasil: Hong Kong Fu) na ABC.

#### Novembro
- 30 de novembro — Termina Wheelie and the Chopper Bunch (no Brasil: Carangos e Motocas) na NBC.

#### Dezembro
- 21 de dezembro
  - Termina Devlin (no Brasil: Devlin, o motoqueiro) na ABC.
  - Termina Valley of the Dinosaurs (no Brasil: O Vale dos Dinossauros) na CBS.

## Nascimentos
| Data           | Nome                   | Profissão                       | Nacionalidade  | Observações | Ref   |
| -------------- | ---------------------- | ------------------------------- | -------------- | ----------- | ----- |
| 6 de janeiro   | Tiaré Scanda           | atriz e modelo                  | México         |             |       |
| 31 de janeiro  | Renata Castro Barbosa  | atriz                           | Brasil         |             |       |
| 3 de março     | Juliana Martins        | atriz                           | Brasil         |             |       |
| 15 de abril    | Gabriela Duarte        | atriz                           | Brasil         |             |       |
| 18 de maio     | Felipe Folgosi         | apresentador e ator             | Brasil         |             |       |
| 18 de maio     | Edu Guedes             | chef e apresentador             | Brasil         |             |       |
| 21 de maio     | Maria Fernanda Cândido | atriz e modelo                  | Brasil         |             |       |
| 7 de junho     | Flávia Alessandra      | atriz                           | Brasil         |             |       |
| 8 de junho     | Alessandra Poggi       | dramaturga e escritora          | Brasil         |             |       |
| 18 de junho    | Lúcio Mauro Filho      | ator                            | Brasil         |             |       |
| 22 de junho    | Joelma                 | cantora, dançarina e coreografa | Brasil         |             |       |
| 5 de julho     | Kim Byung-chul         | ator                            | Coreia do Sul  |             |       |
| 5 de setembro  | Romina Yan             | atriz                           | Argentina      | m. 2010     |       |
| 12 de outubro  | Flávia Freire          | jornalista                      | Brasil         |             |       |
| 15 de outubro  | Bianca Rinaldi         | atriz e apresentadora           | Brasil         |             |       |
| 17 de outubro  | Bárbara Paz            | atriz                           | Brasil         |             |       |
| 30 de outubro  | Letícia Isnard         | atriz e bailarina               | Brasil         |             |       |
| 10 de novembro | Thalita Rebouças       | jornalista e escritora          | Brasil         |             |       |
| 27 de novembro | Jennifer O'Dell        | atriz                           | Estados Unidos |             |       |
| 10 de dezembro | Evandro Santo          | ator e humorista                | Brasil         |             |       |
| 20 de dezembro | Carla Faour            | atriz                           | Brasil         |             |       |
| 24 de dezembro | Pablo Perroni          | ator                            | México         |             | [ 1 ] |

## Mortes
| Data | Nome | Profissão | Nacionalidade | Observações | Ref |
| ---- | ---- | --------- | ------------- | ----------- | --- |